# Maurilia namiongensis
Maurilia namiongensis är en fjärilsart som beskrevs av Embrik Strand 1915. Maurilia namiongensis ingår i släktet Maurilia och familjen trågspinnare. Inga underarter finns listade i Catalogue of Life.